# Cyberdog (negozio)

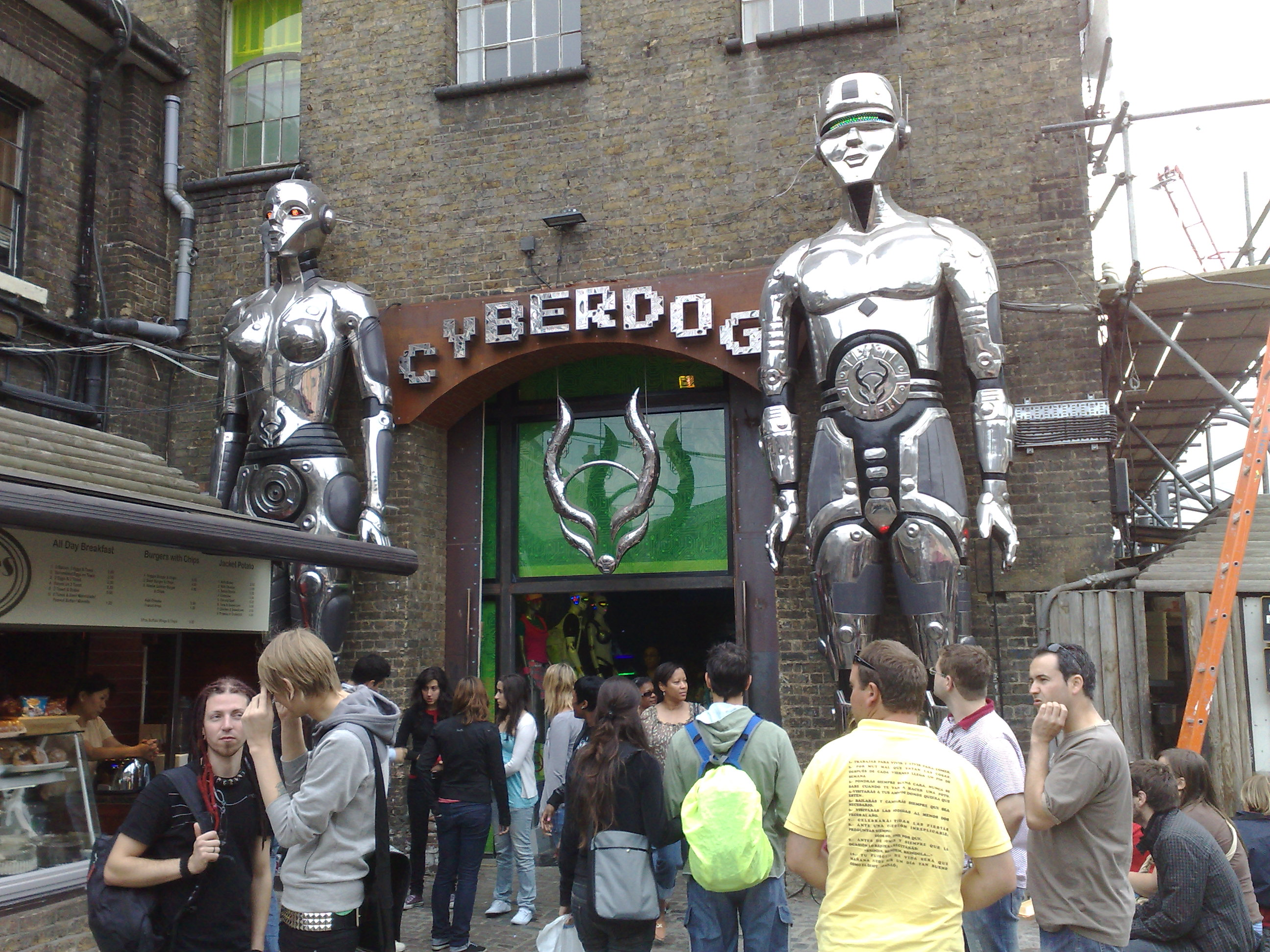
Cyberdog a Camden Market, Londra

Cyberdog è un negozio di musica trance e abbigliamento cyber situato a Londra, nel Regno Unito. È specializzato nella vendita di abbigliamento da ballo fluorescente, spesso caratterizzato da componenti elettronici come luci lampeggianti. Hanno anche un reparto dedicato alla vendita di accessori rave come i lightstick e alcuni oggetti fluorescenti a raggi ultravioletti.
L'edificio che attualmente ospita Cyberdog a Camden Market,  tra il 1976 e il 1979, è stato utilizzato dalla band punk The Clash come alloggio e sala prove.
Il brand ha recentemente aperto il suo primo punto vendita in Italia della storia, sito nel centro storico di Torino.